# Ali Srour
Ali Srour (en árabe: علي سرور) (nacido el 11 de junio de 1994), comúnmente conocido como "Príncipe" Ali en el mundo del boxeo, es un boxeador profesional libanés nacido en Noruega. Ha sido campeón noruego y campeón nórdico en varias ocasiones.
Luego de un largo descanso, Ali perdió en su último encuentro en el Campeonato Nórdico, obteniendo la medalla de plata. Ali también compitió en el Campeonato Europeo Juvenil, en el que terminó con una derrota ante Gabil Mamedov de Rusia, quien se llevó la medalla de plata.
Ali es conocido por su estilo de boxeo inusual y su personalidad arrogante. Además, se caracteriza por su estilo de boxeo altamente atlético y contundente, y su formidable noqueo de un solo golpe.

## Primeros años
Ali nació en 1994 en Tønsberg, Noruega, de padres libaneses. Comenzó a boxear cuando tenía 12 años de edad, en el club de boxeo TK en su ciudad natal, Tønsberg.
Cuando tenía 12 años de edad, comenzó su carrera de aficionado, y se convirtió en campeón júnior nacional ocho veces, y campeón júnior escandinavo dos veces.

## Carrera profesional
Ali no ha tenido una transición fácil al boxeo profesional. Se suponía que Ali boxearía en la cartelera previa a la pelea de Cecilia Brækhus en el Centro de Convenciones de Oslofjord, pero su oponente renunció. Luego de eso, Ali viajó a Sudamérica y comenzó su carrera profesional allí. Desde entonces vive en América Latina, y actualmente reside en Guadalajara, México.

## Registro profesional
| Resumen de registro profesional |
| ------------------------------- |

| 4 Luchas     | 3 Ganadas | 0 Derrotas |
| ------------ | --------- | ---------- |
| Por nocaut   | 3         | 0          |
| Por decisión | 1         | 0          |

| 4 Ganadas (3 knockouts, 1 decisión), 0 Derrotas, 0 Empates, 0 Sin decisión |      |        |                         |      |             |                        |                                                 |        |
| N.º                                                                        | Res. | Récord | Oponente                | Tipo | Rd., Tiempo | Datos                  | Localidad                                       | Notas  |
| 4                                                                          | G    | 3-0    | Giorgi Gachechiladze    | UD   | 4/4         | 20 de octubre de 2018  | Skien Fritidspark, Skien, Noruega               | [ 9 ]  |
| 3                                                                          | G    | 3-0    | Luis Ángel Dias Ramires | TKO  | 3/4         | 10 de marzo de 2018    | Domo del Parque San Rafael, Guadalajara, México | [ 10 ] |
| 2                                                                          | G    | 2-0    | Efrén Martínez López    | TKO  | 1/4         | 10 de febrero de 2018  | San José Iturbide, México                       | [ 11 ] |
| 1                                                                          | G    | 1-0    | Rafael Herrera Amezcua  | KO   | 2/4         | 2 de diciembre de 2017 | Puerto Vallarta, México                         | [ 12 ] |